# Neckeràcies
Les neckeràcies (Neckeraceae) són una família de molses de l'ordre Hypnales. Són molses pleurocàrpiques, és a dir que l'esporòfit es troba en posició lateral respecte els caulidis. Les neckeràcies són comunes en els tròpics i en les regions temperades de tot el món. Normalment creixen sobre l'escorça o sobre roques. Són molses de mida mitjana o gran, formant mates de color verd a verd groguenc caulidis amb ramificacions irregularment aplanades. Els seus fil·lidis estan disposats en espiral i sovint amb ondulacions transversals. El peristoma consta de dues fileres de dents. Les espores són esfèriques, generalment papil·loses.

## Gèneres
Conté 37 gèneres acceptats:
| - Alleniella - Arbuscula - Baldwiniella - Bissetia - Circulifolium - Cryptopodia - Curvicladium - Distichia - Echinodiopsis - Eleutera |  | - Exsertotheca - Handeliobryum - Himantocladium - Homalia - Homaliadelphus - Homaliodendron - Homaliopsis - Hydrocryphaea - Isodrepanium |  | - Limbella - Metaneckera - Neckera - Neckeradelphus - Neckerites - Neckeropsis - Neomacounia - Noguchiodendron - Pendulothecium |  | - Pinnatella - Porothamnium - Porotrichum - Rhystophyllum - Shevockia - Thamnium - Thamnobryum - Thamnomalia - Touwia |  |